# Aardenburg

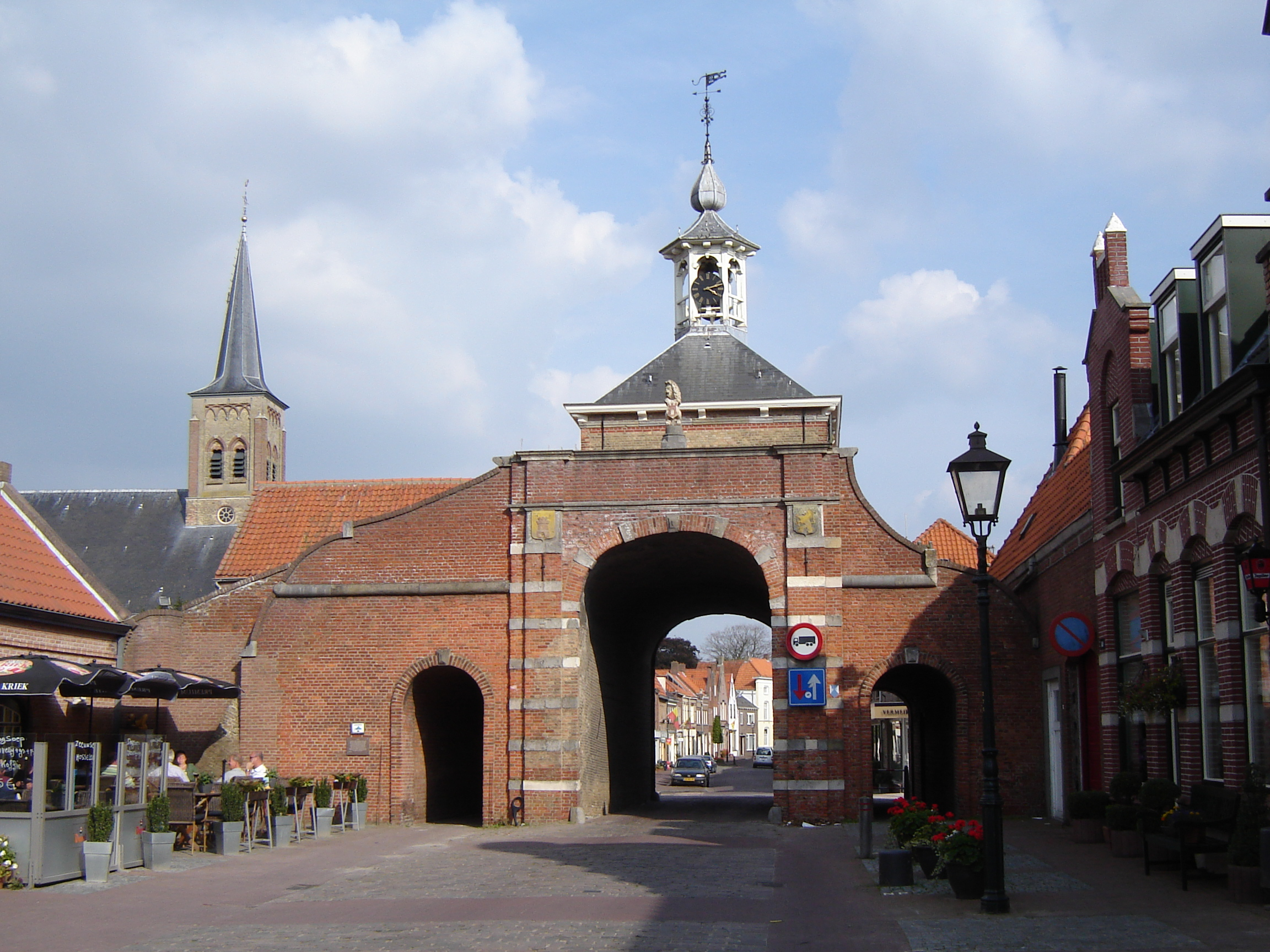
Westpoort – das Tor zum ehemaligen Westhafen

Aardenburg (früher auch Rodenburg) ist ein Ort in der niederländischen Gemeinde Sluis in der Provinz Zeeland. Der Ort hat 2.450 Einwohner (Stand: 1. Januar 2024) und liegt kurz vor der Grenze zu Belgien. Aardenburg war bis 1995 eine eigenständige Gemeinde, die mit der Gemeinde Sluis zur neuen Gemeinde Sluis-Aardenburg, deren Hauptort Aardenburg war, zusammengeschlossen wurde. 2003 fusionierte Sluis-Aardenburg mit der Gemeinde Oostburg zur Großgemeinde Sluis.

## Geschichte

### Römische Zeit
An der Stelle des heutigen Aardenburg lag in römischer Zeit ein etwa 10 Hektar großer vicus unbekannten Namens, der insbesondere im 2. und 3. Jahrhundert seine Blüte erlebt haben dürfte. Dort wurden durch Ausgrabungen die Fundamente einiger großer Steinbauten und eines keltisch-römischen Tempels freigelegt. Das dortige römische Kastell „Castellum Radannum“ wurde vom römischen Statthalter der Provinz Gallia Belgica, Didius Julianus, um 175 errichtet. Die militärische Funktion Aardenburgs bestand bis etwa 270.

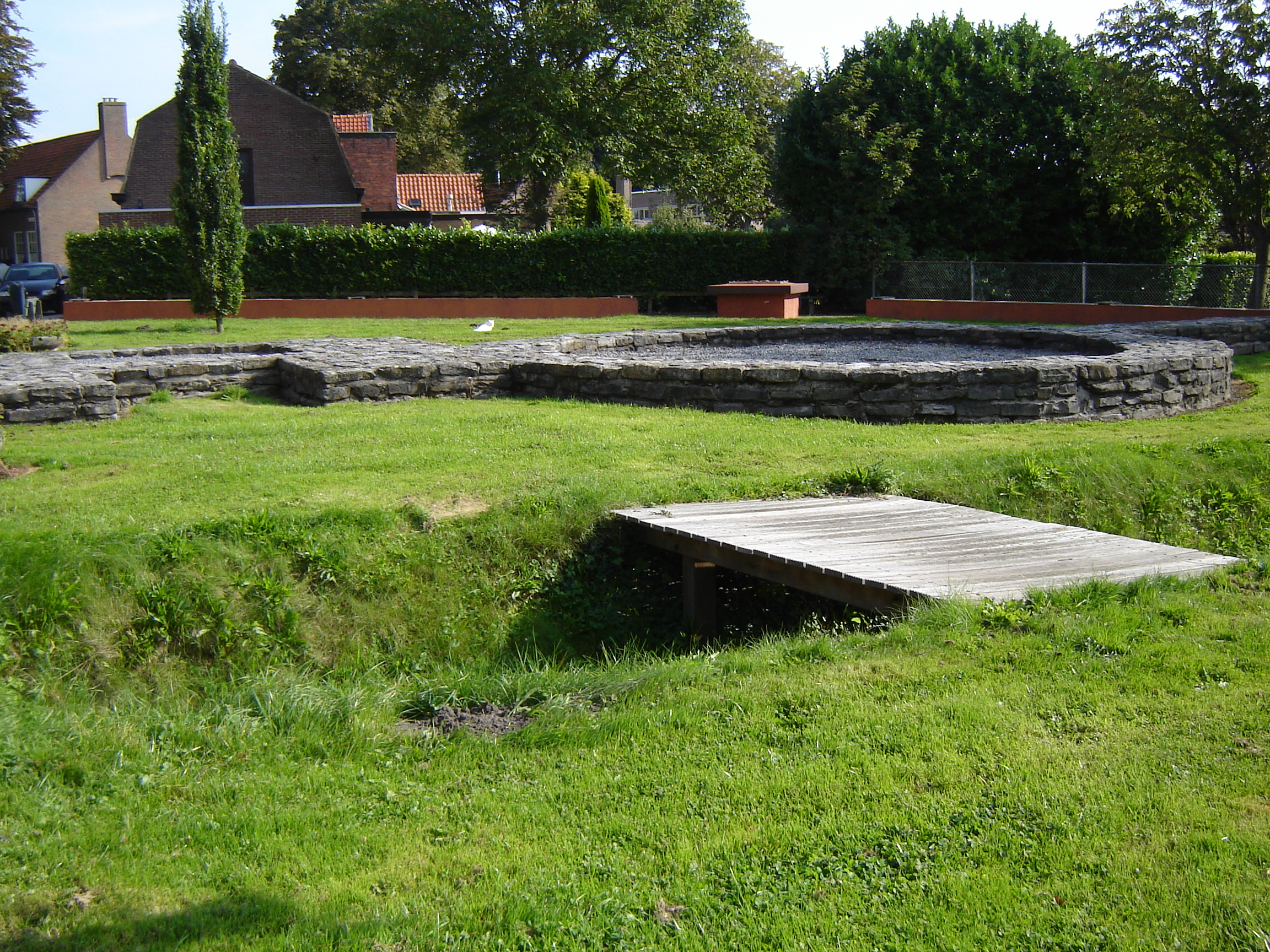
Rekonstruierte Fundamente eines römischen Kastells
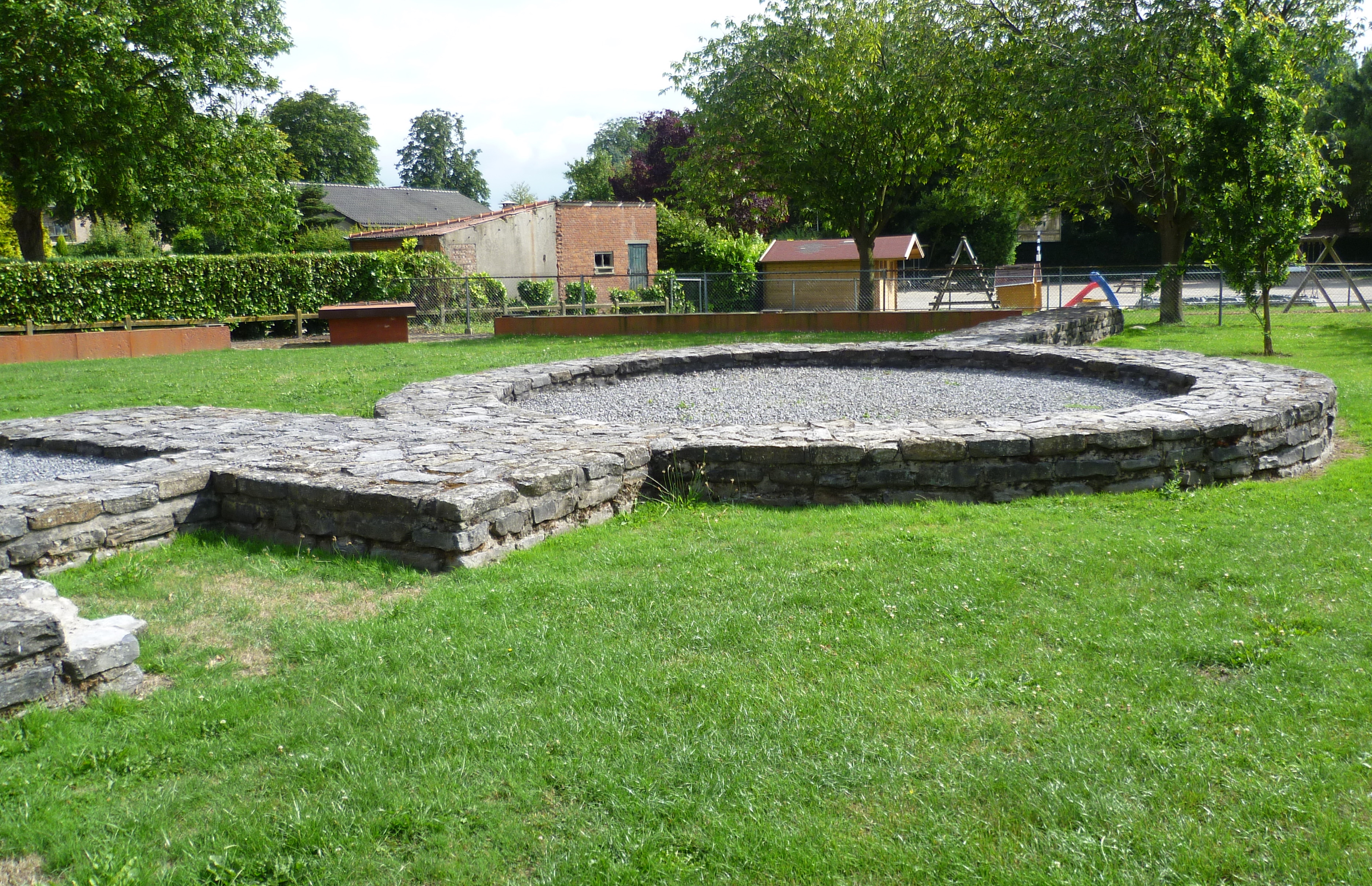
Rekonstruierte Fundamente eines römischen Kastells II

### Mittelalter
Während von der römischen Periode viele Siedlungsspuren in Aardenburg nachweisbar sind, finden sich aus der Epoche der Herrschaft der Merowinger und Karolinger nur geringe Spuren. Die Stadt hieß im Frühmittelalter Rodenburg oder Rodenborg. Im 12., 13. und 14. Jahrhundert war sie ein wichtiger Vorhafen für Brügge, bedeutend wegen der Tuchherstellung und Mitglied der Hanse. Zahlreiche in diesem Zeitraum hergestellte Keramikwaren wurden ausgegraben. Die sog. Aardenburg-Ware war ein lokales Produkt des nordfranzösisch-flämischen Raums und wurde bis in die nordischen Länder ausgeführt. 1280 verlegten die deutschen Hansekaufleute ihre Handelsaktivitäten für zwei Jahre nach Aardenburg, da sie am Handelsplatz Brügge diskriminiert wurden. Im Laufe des 14. Jahrhunderts erfuhren der Handel und die Tuchindustrie Aardenburgs einen Einbruch. Truppen aus Gent zerstörten es 1383.

### Neuzeit
Kein Erfolg war Kaiser Karl V. beschieden, Aardenburg wieder als bedeutenden Marktort zu etablieren. Nach der Eroberung 1604 durch Moritz von Nassau wurde die Stadt um zwei Drittel verkleinert. 1672 wurde sie von den Franzosen vergeblich belagert. Ihr Wohlstand fiel seit den Einbrüchen der Maas in das benachbarte Land und die dadurch verursachte Versumpfung der Umgebung.

## Sehenswürdigkeiten
In Aardenburg befindet sich mit der „Sint-Baafskerk“ ein sehr gut erhaltenes Relikt der Scheldegotik. Sie ist auch UNESCO-Welterbe.

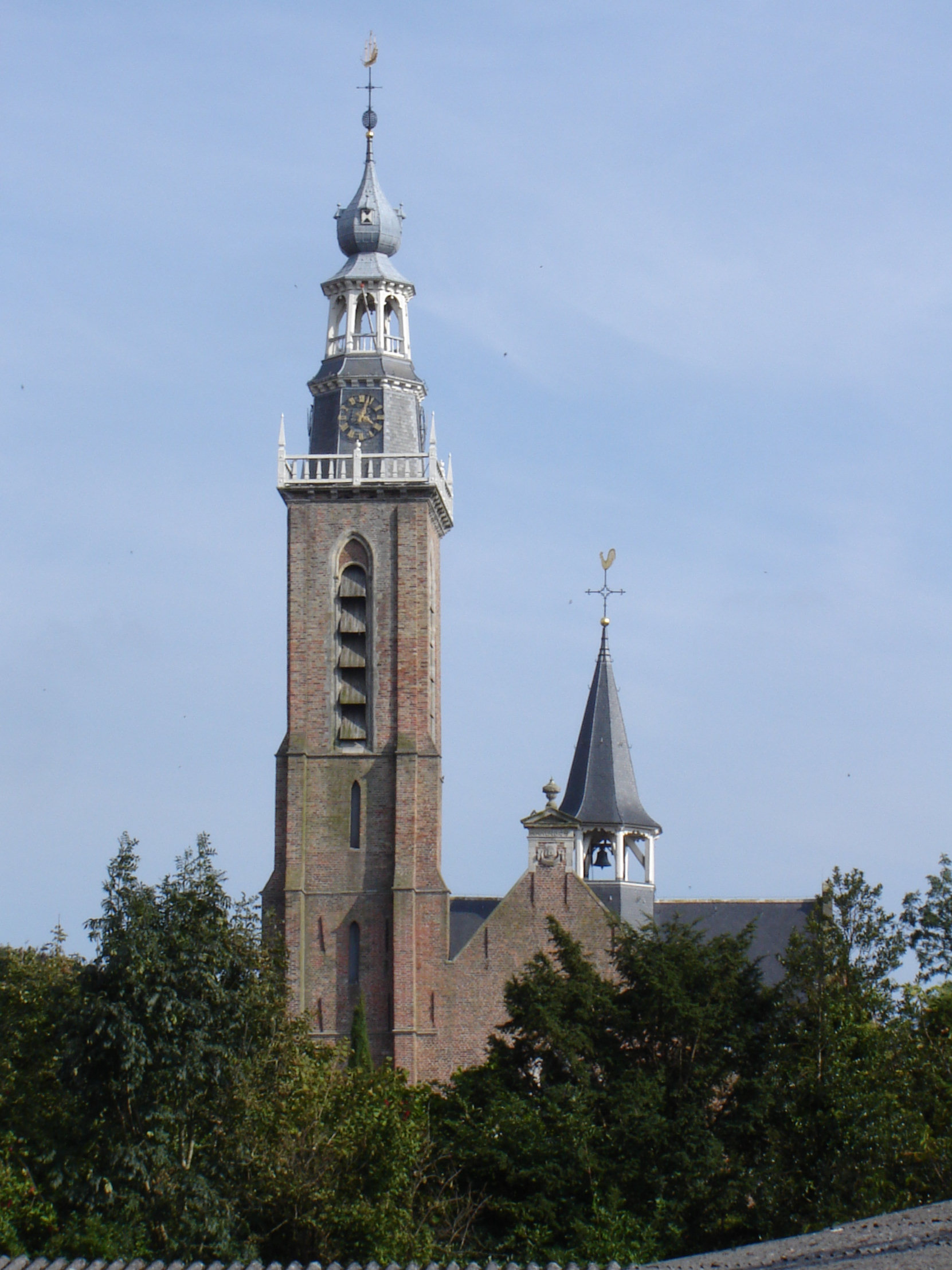
Die Sint-Baafskerk
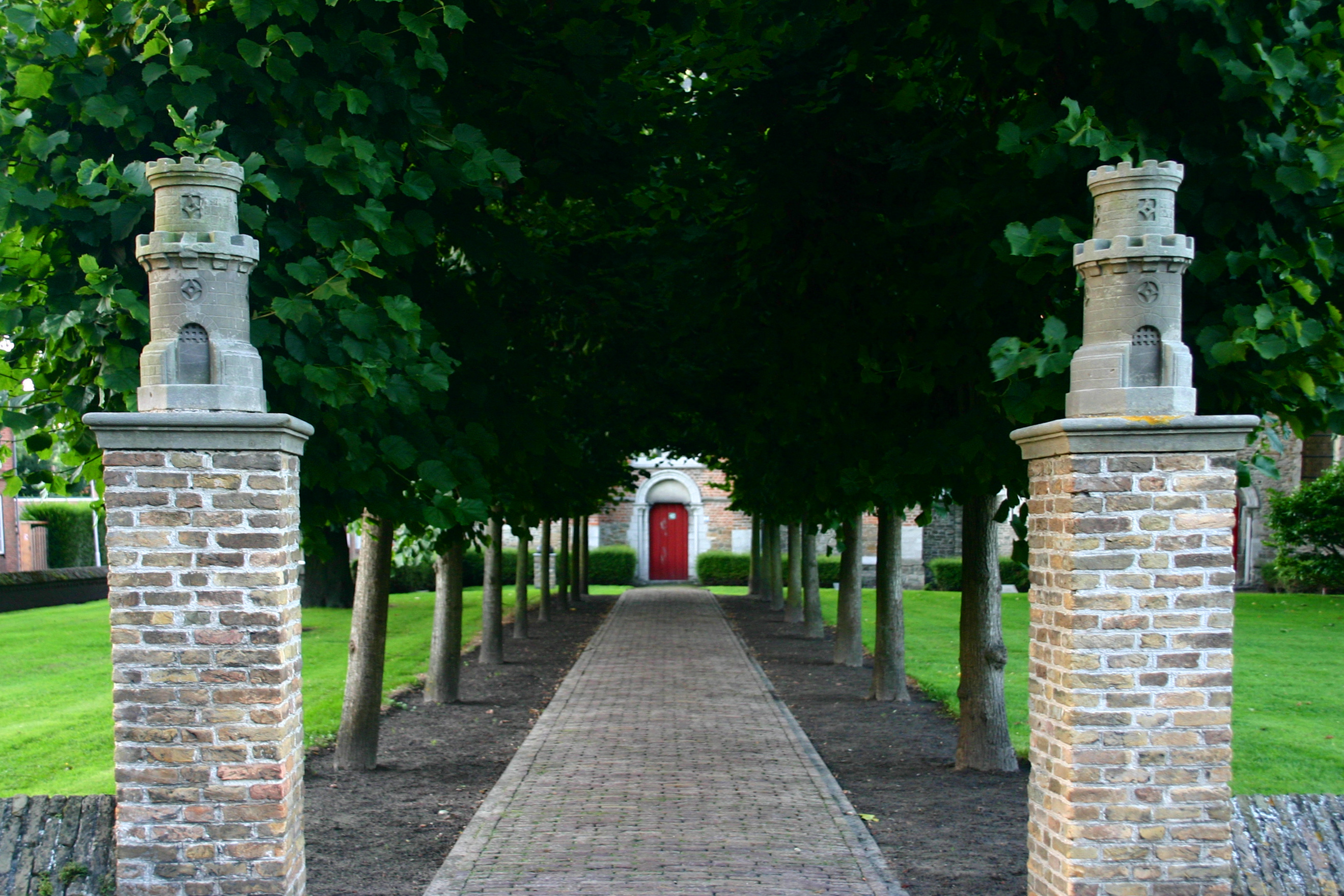
Zugang zu Sint-Baafskerk
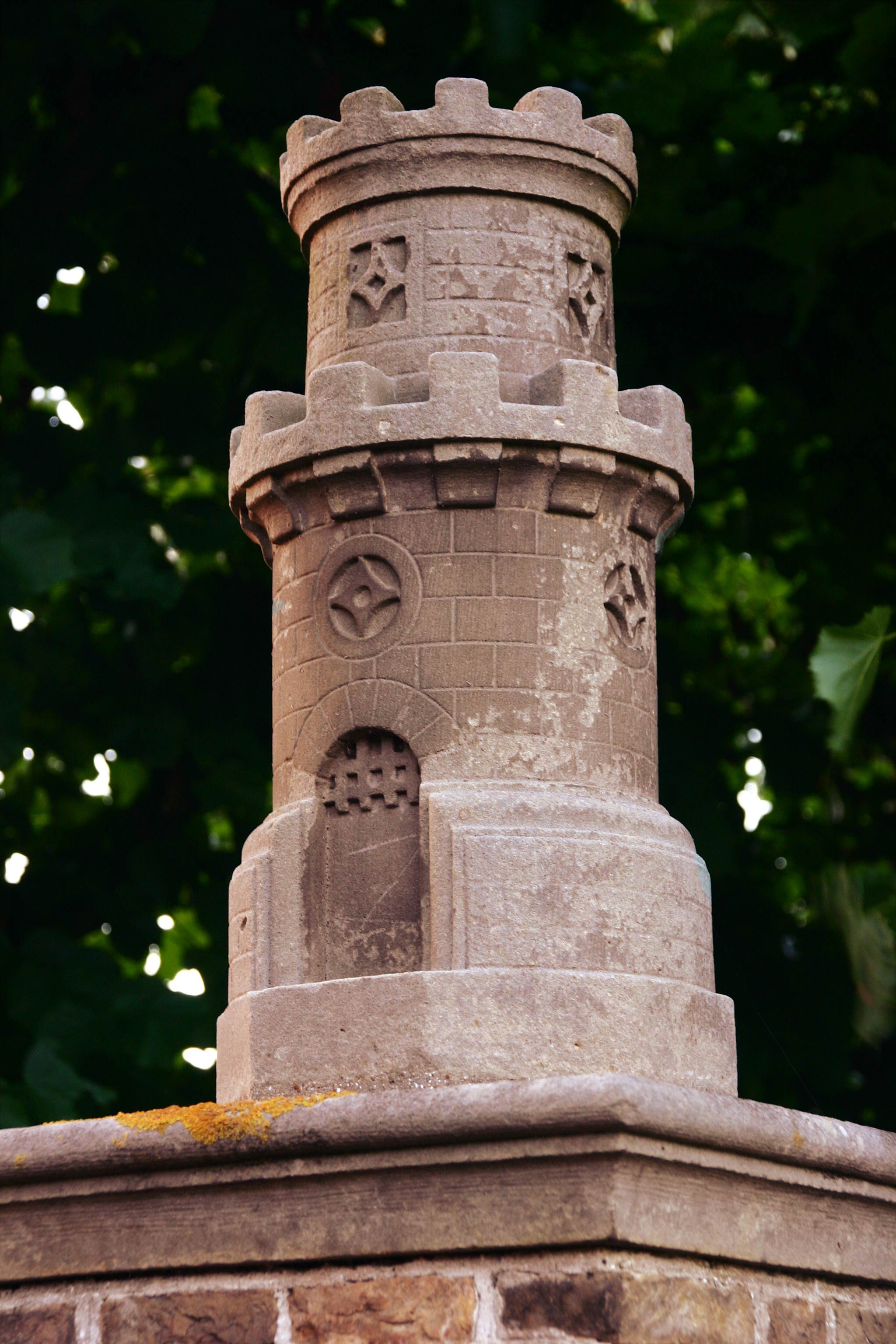
Wappenturm der Stadt Aardenburg im Eingangsbereich der Sint-Baafskerk
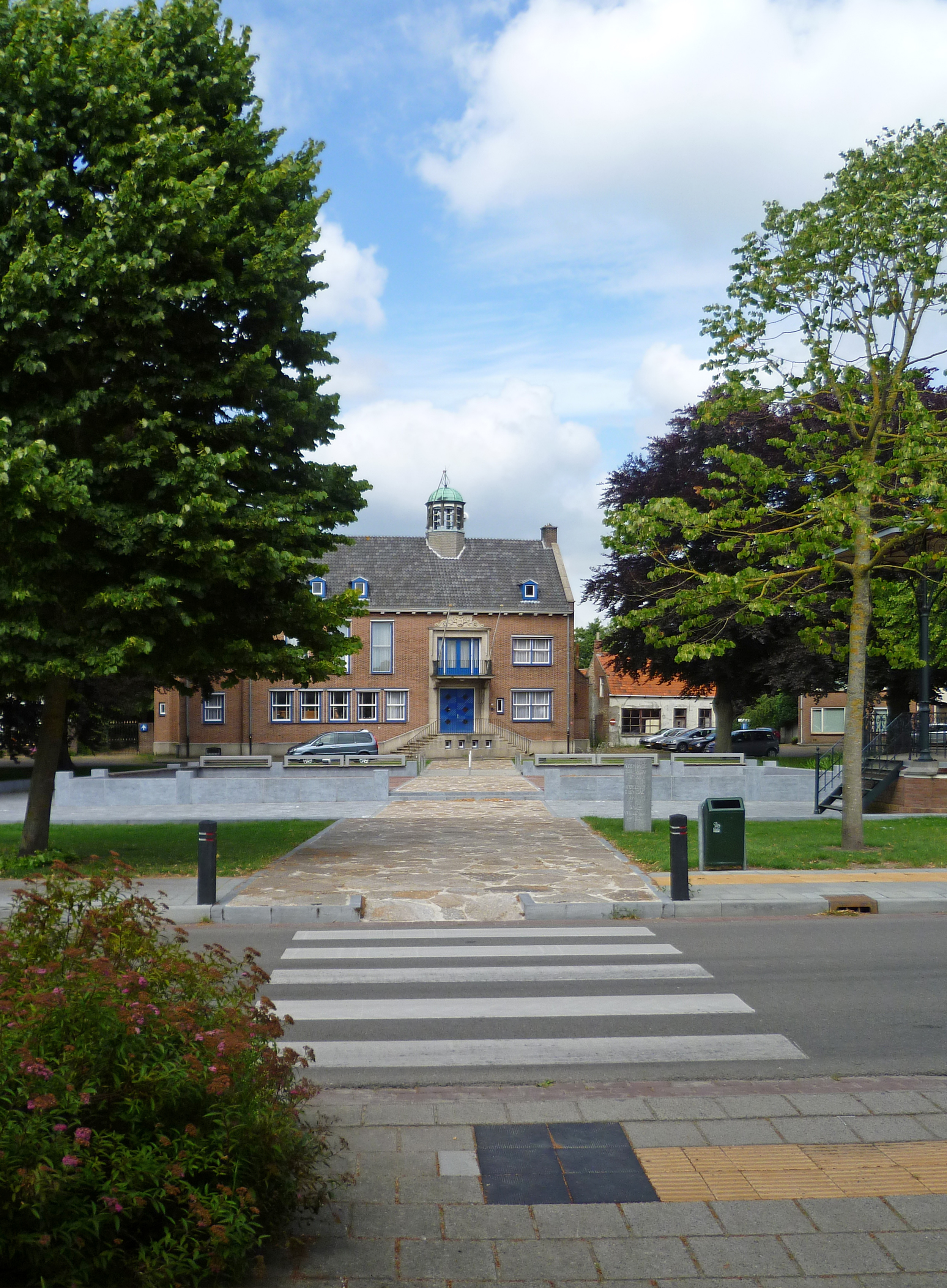
Blick auf das Rathaus mit aufgesetzten Glockenturm

## Söhne und Töchter des Orts
- Abraham Johannes de Smit van den Broecke (1801–1875), Seeoffizier und Politiker
- Leoni Cuelenaere (* 1952), Diplomatin
- Ate de Jong (* 1953), Filmregisseur, Drehbuchautor und Filmproduzent